# Alexander Gottfried
Alexander Gottfried  (Pavlodar, 5 de juliol de 1985) és un ciclista alemany.
El 2005, Gottfried va començar la seva carrera internacional amb l'equip continental alemany Sparkasse (actualment anomenat Nutrixxion-Abus). En aquest mateix any, ell va guanyar la setena etapa del Tour de l'Avenir, la cursa per etapes més important per a ciclistes menors de 25 anys. En la temporada 2006, va ser sisè en el rànquing general de la Volta a Turíngia i cinquè a la Rund um den Sachsenring. En el marcador final de la Copa d'Alemanya de ciclisme va acabar en quart lloc.
Al final de la temporada 2013, Gottfried es retirà de la seva carrera com a ciclista internacional i es va unir a “Stölting”, una comunitat de carreres registrada a nivell nacional vinculada organitzativament a l'equip ciclista alemany Stölting Service Group.
El seu pare és el ciclista Vladimir Gottfried, campió mundial de 2008 a contrarellotge individual, en la categoria de 55-59 anys, així com a campió europeu en la cursa de ruta i en la contrarellotge individual.

## Palmarès
- 2005
  -  Medalla de plata al Campionat Alemany de ciclisme en ruta sub-23
  - una etapa al Tour de l'Avenir

- 2007
  - una etapa al Giro delle Regioni